# موت إلزا كونجاييفا
كانت إلزا كونجاييفا (المعروفة أيضاً باسم كيدا كونجاييفا ، ينطق أحيانًا كونجايفا) (1982 - 27 مارس / آذار 2000) امرأة شيشانية تم اختطافها وضربها واغتصابها وقتلها على يد عقيد في الجيش الروسي خلال الحرب الشيشانية الثانية.
في 27 مارس / آذار 2000 ، أُخِذَت إلزا كونجيفا بالقوة من منزلها في الشيشان، وتعرضت للضرب والقتل. في 28 فبراير 2001 ، بدأت محكمة منطقة روستوف العسكرية محاكمة الكولونيل يوري بودانوف في جريمة قتل كونجايفا. كانت واحدة من أولى الحالات التي اعترفت فيها السلطات الروسية على الفور وبصورة علنية بجريمة حرب ارتكبتها القوات الفيدرالية الروسية ضد المدنيين في الشيشان.

## نبذة
في ليلة 26-27 مارس، حوالي الساعة الواحدة صباحًا، وصل قائد الفرقة 13206 العقيد يوري بودانوف إلى قرية تانجي-تشو في منطقة أوروس-مارتان بجمهورية الشيشان على متن ناقلة جنود مدرعة (APC) رقم. 391 مع الجنود،الرقيب غريغوريف والرقيب لي إن شو والجندي إيجوروف. وبأمر من العقيد بودانوف، قاموا الجنود بأخذ المواطنة إلزا كونغاييفا بالقوة من المنزل رقم 7 في حارة زاريتشني واقتادوها إلى معسكر الفرقة في ناقلة الجنود المدرعة في حوالي الساعة 3 صباحًا، قام بودانوف بخنق كونغاييفا في المقطورة 131 التي يُزعم أنها كانت مسكن بودانوف. وبأمر من العقيد بودانوف قاموا كل من الجنود ايجوروف والرقيب لي إن شو والرقيب غريغورييف بأخذ جثة كونغاييفا ودفنها في منطقة غابات بالقرب من المعسكر. ثم حوالي الساعة 10 صباحًا يوم 28 مارس 2000، تم استخراج جثة كونغاييفا من القبر. استشهد تقرير الطب الشرعي، الذي حصلت هيومن رايتس ووتش على نسخة منه، بتقرير المدعي العام العسكري الذي يفيد بأنه في 27 مارس/آذار الساعة الواحدة صباحًا، أخذ بودانوف المدنية إلزا كونغاييفا من منزلها في تانجي تشو وأحضرها معها إلى معسكر عسكري ولخص فحص الطب الشرعي إلى أن كونجاييفا تعرضت للضرب باداة صلبة ثم تم خنقها حوالي الساعة الثالثة صباحًا. وأشار التقرير إلى علامات على رقبتها، وحالة الأوعية الدموية، ولون بشرتها، وحالة رئتيها. ووجدت أن إصابات أخرى مثل الكدمات الموجودة على وجهها ورقبتها وعينها اليمنى وثديها الأيسر أصيبت بضربة "بجسم صلب غير حاد ذي سطح محدود" حدثت قبل ساعة تقريبًا من وفاتها. في البداية، اتهمت السلطات العسكرية الروسية بودانوف علنًا بقتل كونغاييفا وتعذيبها، ثم وجهت إليه الاتهامات التالية فقط بتهم القتل والاختطاف وإساءة استخدام منصبه، والتي اتهم فيها باستخدام التعذيب.

## أحداث 27 مارس
قال فيزا كونغاييف، والد إلزا كونغاييفا، إنه بين منتصف الليل والساعة الواحدة صباحًا يوم 27 مارس 2000، أيقظت ضجة عالية عائلة كونغاييفا. وصلت ناقلة جنود مدرعة إلى منزلهم على مشارف قرية تانجي-تشو، وعلى متنها ثلاثة جنود روس وقائدهم العقيد بودانوف. قام كونجاييف بتحذير أطفاله الخمسة وذهب إلى منزل شقيقه القريب لطلب المساعدة.
وبحسب عائلة كونغاييف، دخل جنود مسلحون منزل كونغاييف. ووقف بودانوف في الممر بينما دخل جنديان غرفة النوم وقام آخرون بحراسة المنزل. في البداية أخرجوا ابنة كونغاييف الصغرى، خافا، من الغرفة، ولكن عندما صرخت، قيل إن بودانوف قال: "دعها تذهب، خذ هذه". ثم أخرج الجنود الابنة الكبرى، إلزا وأخذوها إلى الخارج واقتادوها بعيدًا في ناقلة الجنود المدرعة. بعدها عاد فيزا كونغاييف والد إلزا إلى منزله ليخبره أطفاله أن الجنود قد أخذوا إلزا  وقال شقيق كونغاييف أن  أحد الجيران قال إن ناقلة الجنود المدرعة تحمل الرقم 391 وذكر الكثيرون أن بودانوف كان مخموراً في ذلك الوقت.
وفي وقت لاحق من يوم 27 مارس/آذار، حصلت مجموعة من القرويين على إذن من القوات الروسية المحلية للسفر إلى أوروس مارتان، على بعد سبعة كيلومترات، للبحث عن كونغاييفا. ويعتقدون أنها ربما نُقلت إلى أحد مركزي الاحتجاز اللذين تديرهما القوات الفيدرالية في تلك المدينة. وقال شاهدان لـ هيومن رايتس ووتش إن قائداً فيدرالياً في أوروس مارتان أخبر القرويين أن كونغاييفا تعرضت للاغتصاب على يد رجال مخمورين وأنها ماتت.

## الآثار

### التحقيق الرسمي
قال فيزا كونغاييف لـ هيومن رايتس ووتش إن التحقيق بدا في البداية مُرضياً. وأفاد بأنه التقى بمحققين في تانجي-تشو وأوروس-مارتان، وذكر أن المحققين استجوبوا أيضًا أفراد الأسرة والقرويين. وقال محامي كونغاييف إن التحقيق أثبت أنه لا يوجد أي فرد من عائلة كونجاييفا مقاتلاً. ومع ذلك، بعد مرور ستة أشهر، أعرب كونغاييف عن قلقه من توقف التحقيق، وأرسل التماسات إلى النيابة العسكرية الفيدرالية، والنيابة العامة، ومجلس الدوما، معربًا عن قلقه بشأن التوقف الواضح للتحقيق وحثه على الاستمرار. في أكتوبر 2000، علم كونغاييف أن التهم الموجهة إلى بودانوف لا تشمل الاغتصاب، وأصبح قلقًا بشكل خاص بشأن التحقيق في تلك المرحلة.
وعندما تحدث مع هيومن رايتس ووتش في أوائل فبراير/شباط 2001، بعد أن أغلقت السلطات التحقيق، أعرب كونغاييف عن صدمته وأسفه لأن بودانوف لم يُتهم بالاغتصاب. وقال "لقد أخذوا التهمة الأكثر أهمية". وربما يعكس رد فعل كونغاييفا على التقاعس عن مقاضاة من اغتصب ابنته وجهة النظر السائدة في الشيشان والتي ترى أن الاغتصاب لا يدمر شرف الضحية فحسب، بل يدمر شرف أسرتها الممتدة. ولهذا السبب يعتبر البعض الاغتصاب جريمة أسوأ من القتل. 
أدين بودانوف بالاختطاف والقتل وإساءة استخدام السلطة وحُكم عليه بالسجن لمدة 10 سنوات بتهمة قتل إلزا كونغاييفا. كما تم تجريده من رتبته العسكرية ووسام الشجاعة. في يناير/كانون الثاني 2009، أُطلق سراح بودانوف مبكرًا من السجن، وهي خطوة أثارت غضب نشطاء حقوق الإنسان.

## قتل محامي عائلة كونجاييفا
في 19 يناير 2009، قُتل محامي عائلة كونجاييف، ستانيسلاف ماركيلوف، بالرصاص أثناء مغادرته مؤتمر صحفي عُقد في موسكو. أُطلق سراح يوري بودانوف في منتصف يناير/كانون الثاني، أي قبل 15 شهراً من تاريخ إطلاق سراحه الأصلي، وأعلن ماركيلوف في المؤتمر الصحفي أنه يعتزم تقديم استئناف لإبقاء بودانوف في السجن. كما قُتلت الصحفية المستقلة أناستاسيا بابوروفا، مع ماركيلوف. ذكر التحقيق الجنائي أن جرائم القتل كانت مرتبطة بمحاكمات ماركيلوف للنازيين الجدد.
رد العقيد بودانوف على الفور على مقتل كونغاييفا وأعرب بودانوف عن صدمته لأن مقتل إلزا كونجاييفا جرده من رتبته العسكرية ووسام الشجاعة. ويعد هذا الحكم بمثابة إستدلال قضائي وقد يمهد الطريق لزيادة التدقيق في الجنود الروس وسلوكهم في الحرب. وقال يوري بودانوف للمحكمة إنه يعتقد أن كونجاييفا كانت قناصة شيشانية وأن نوبة من الغضب أصابته أثناء استجوابه لها.
كان مقتل إلزا كونغاييفا إحدى الحالات الأولى التي اعترفت فيها السلطات الروسية بجريمة حرب ارتكبها العقيد في الجيش الروسي، يوري بودانوف، ضد المدنيين.

## قتل يوري بودانوف
في 10 يونيو 2011، قُتل يوري بودانوف، الرجل المدان بقتل إلزا كونغاييفا، بالرصاص في وسط موسكو على يد مهاجم مجهول بينما كان يغادر مكتب كاتب العدل في كومسومولسكي بروسبكت، وهو شارع مزدحم في العاصمة. وكان بودانوف قد أُطلق سراحه من السجن قبل 17 شهراً، في خطوة أثارت غضب نشطاء حقوق الإنسان. وقالت الشرطة إن القاتل وشريكه فرا في سيارة ميتسوبيشي لانسر، والتي تم العثور عليها لاحقًا على بعد أقل من كيلومتر واحد من مسرح الجريمة. وتم ترك مسدس وكاتم صوت داخل السيارة. وقال مصدر في الشرطة أن قتل يوري بودانوف كان "من الواضح أنه نتيجة عقد للقتل"
في 7 مايو 2013، أدانت هيئة محلفين يوسف تيميرخانوف بقتل بودانوف وحكم عليه بالسجن لمدة 15 عامًا. وبحسب التحقيقات، فإن دافع تيميرخانوف كان الانتقام لوالده الذي قُتل عام 2000 خلال حرب الشيشان الثانية. ونفى تيميرخانوف أي تورط له وأقسم بأنه غير مذنب. توفي تيميرخانوف أثناء قضاء عقوبته في مستعمرة جزائية في سيبيريا في أغسطس 2018.